# Calothorax
A Calothorax  a madarak osztályának sarlósfecske-alakúak (Apodiformes)  rendjébe és a kolibrifélék (Trochilidae) családjába tartozó nem.

## Rendszerezés
A nembe az alábbi 2 faj tartozik:
- Lucifer-kolibri (Calothorax lucifer)
- gyönyörű kolibri (Calothorax pulcher)

## Külső hivatkozás
- Képek az interneten a nembe tartozó fajokról